# Irina Grjebina
Irina Grjebina (Saint-Pétersbourg, 6 septembre 1909 - Paris 6e, 17 août 1994) est une danseuse, chorégraphe et actrice russe réfugiée en France.

## Biographie
Irina Grjebina nait en 1909 à Saint-Pétersbourg,. Son père est éditeur d'art.
Enfant, avec sa sœur Lya, elle est formée à la danse par Ivan Koussov, Nicolas Legat et Olga Preobrajenska.
Sa famille emménage à Berlin en 1921, puis à Paris en 1923.
En 1926, elle devient danseuse à l'Opéra de Genève. Elle danse à l'Opéra russe de Paris, de 1929 à 1936.
En 1938, avec sa sœur Lya,, devenue l'épouse du peintre Lazare Volovick, elle fonde, une école de danse classique et de caractère ainsi que les Ballets russes Irina Grjebina,.
Le 7 novembre 1945, au palais de Chaillot, elle dirige un ballet pour fêter le 28e anniversaire de l'URSS. Elle en organise un autre le 6 novembre 1949, salle Pleyel, pour les 32 ans,.
Le 23 juin 1949, salle Pleyel, elle participe à l'organisation d'une soirée Pouchkine, à l'occasion des 150 ans du poète.
Elle décède en 1994,.

### Ballets russes Irina Grjebina
Créés en 1938, ils s'inspirent du folklore de plusieurs ex-provinces soviétiques, telle-que l'Azerbaïdjan, la Biélorussie, la Géorgie, la Hongrie, la Pologne, la Russie et l'Ukraine, ainsi que des danses tziganes,.

## Filmographie

### Cinéma
- 1974 : Les Chinois à Paris de Jean Yanne : l’« entraîneuse » des « podomètres »
- 1977 : La nuit, tous les chats sont gris de Gérard Zingg : Beauté flétrie
- 1979 : Retour à la bien-aimée de Jean-François Adam : La professeure de danse
- 1981 : Une affaire d'hommes de Nicolas Ribowski :
- 1994 : J'ai pas sommeil de Claire Denis : Mina[9]

## Chorégraphie
- Michel Strogoff, mis en scène par Henri Varna et Henri Regard, d’après le roman de Jules Verne, 1964
- No, No, Nanette, mis en scène par Guy Cadenat et Henri Varna, d'après la comédie d'Irving Caesar et d'Otto Harbach, 1965
- La Cerisaie, création et mise en scène de Sacha Pitoëff, d'après la comédie d'Anton Tchekhov, 1965
- Les Esprits, mise en scène de Jean-Jacques Aslanian, d'après Albert Camus et Pierre de Larivey, 1966
- Vassa Geleznova, mise en scène de Pierre Valde, de Maxime Gorki, 1967
- Les Frères Karamazov, mise en scène de Georges Vitaly, d'après le roman de Fiodor Dostoïevski, 1972[2]

### Contributions
- Auteure de texte est signataire de Funérailles de Rudolf Noureev, Livres d'hommages et de condoléances, 1993[2]